# High-resolution audio
High-resolution audio (abbreviato anche come HRA), è un termine di marketing introdotto da alcuni produttori nel settore della musica ad alta fedeltà per indicare una nuova generazione di apparati digitali di qualità superiore.

## Definizione

Dinamica e frequenza di diversi formati audio in alta risoluzione.

Ad oggi non esiste una precisa definizione tecnica come accade ad esempio per il full HD in ambito video, ma vanno sotto questo nome dispositivi che superano le specifiche dei CD audio, e cioè 16 bit di profondità e 44,1 kHz di frequenza di campionamento.

## Storia
Uno dei primi tentativi di miglioramento dello standard introdotto dai CD audio fu negli anni 90 con il formato High Definition Compatible Digital, ma con un modesto successo.
La svolta più importante per una diffusione in vasta scala di audio in alta risoluzione arriva soltanto negli ultimi anni, con l'aumento delle capacità dei dispositivi di memoria e la disponibilità di connessioni dati sempre più veloci, anche in mobilità. Da un lato i negozi offrono sempre più musica in formati in alta risoluzione, dall'altro i maggiori costruttori, per primo Sony, investono sempre di più nel lancio di nuovi prodotti in grado di ottenere il massimo da queste nuove tecnologie.

## Formati
Il limite principale imposto dal diffusissimo formato MP3 consiste nella natura stessa del formato: le informazioni che descrivono i segnali audio sono compresse per ottimizzare l'occupazione di spazio nei supporti di memoria, a discapito di una parziale perdita di informazione (tra le quali il taglio netto di ogni frequenza maggiore di 16000 Hz), inaccettabile quando si parla di alta risoluzione.
Nasce quindi l'esigenza di allontanarsi dallo standard di fatto portato dal formato MP3 e cercare nuovi formati capaci di conservare al meglio la qualità del segnale. Si utilizzano quindi formati come FLAC, ALAC, WAV, AIFF e DSD, usato dai Super Audio CD.